# Oscillatoriaceae
Famille
Les Oscillatoriaceae sont une famille de cyanobactéries (anciennement appelées algues bleues), de l'ordre des Oscillatoriales.

## Liste des genres
Selon AlgaeBase (10 avril 2021) :
- Actinothorax J.E.Gray
- Actinothrix J.E.Gray
- Aerosakkonema Nanda Kyaw Thu & Watanabe
- Arturoa P.González
- Atractella Printz
- Blennothrix Kützing ex Anagnostidis & Komárek
- Calonema J.E.Gray
- Capilliphycus T.A.Caires, Sant’Anna & J.M.Nunes
- Capillus T.A.Caires, Sant’Anna & J.M.Nunes
- Chthonoblastus Kützing
- Cirrosiphon P.Duvigneaud & J.J. Symoens
- Cyanotrichospira Molinari & Guiry
- Detoniella Trevisan de Saint-Léon
- Elisa S.F.Gray
- Ernstiella Chodat
- Filarszkya Forti
- Glaucothrix Kirchner
- Heliconema J.W.Schopf
- Hypheothrix (M.Gomont) O.Kirchner
- Koinonema B.Buch, M.D.Martins & L.H.Z.Branco
- Limnoraphis J.Komárek, E.Zapomelová, J.Smarda, J.Kopecky, E.Rejmánková, J.Woodhouse, B.A.Neilan & J.Komárková
- Lyngbya C.Agardh ex Gomont
- Microseira G.B.McGregor & Sendall
- Moorea Engene, Rottacker, Kastovsky, Byrum, Hy.Choi, Ellisman, Komárek & Gerwick
- Moorena Engene & Tronholm
- Neolyngbya Caires, Sant'Anna & J.M.C.Nunes
- Neophormidium P.K.Misra & P.K.Maithy
- Okeania N.Engene, V.J.Paul, T.Byrum, W.H.Gerwick, A.Thor & M.H.Ellisman
- Oscillaria Bosc
- Oscillatoria Vaucher ex Gomont
- Oscillatoriella Gaillon
- Oscillatoriopsis J.W.Schopf
- Palaeofistula Molinari, Mayta & Guiry
- Palaeolyngbya J.W.Schopf
- Palaeoscytonema P.K.Maithy & M.Shukla
- Pelagothrix J.Schmidt
- Phormidium Kützing ex Gomont
- Plectonema Thuret ex Gomont
- Polychlamydum West & G.S.West
- Pseudogirvanella O.Dragastan
- Schizodictyon Kützing
- Siphoderma Kützing
- Siphonophycus Schoph
- Skujaella G.De Toni
- Spirulinopsis Bharadwaya
- Symphyothrix Kützing
- Trichophorus Palisot de Beauvois
- Trichospira E.M.McNeill
- Vaginaria S.F.Gray ex Kuntze
- Xanthotrichum N.Wille ex O.Kirchner

Selon ITIS (27 mars 2018) :
- Arthrospira Sitzenberger Ex Gomont, 1893
- Borzia Cohn, 1883
- Hydrococcus Kuetzing, 1833
- Hydrocoleum Kuetzing Ex Gomont, 1892
- Isocystis Borzi Ex Bornet and Flahault, 1888
- Leptolyngbya
- Lyngbya Agardh Ex Gomont, 1892
- Microcoleus Desmazieres Ex Gomont
- Oscillatoria Vaucher Ex Gomont, 1893
- Pelagothrix Schmidt, 1902
- Phormidium Kuetzing Ex Gomont, 1893 - famille des Phormidiaceae dans d'autres classifications
- Planktothrix
- Porphyrosiphon Kuetzing Ex Gomont, 1892
- Romeria Koczwara, 1932
- Schizothrix Kuetzing Ex Gomont, 1892
- Spirulina Turpin Ex Gomont, 1893
- Symploca Kuetzing Ex Gomont, 1892